# Spiralna tomografia komputerowa

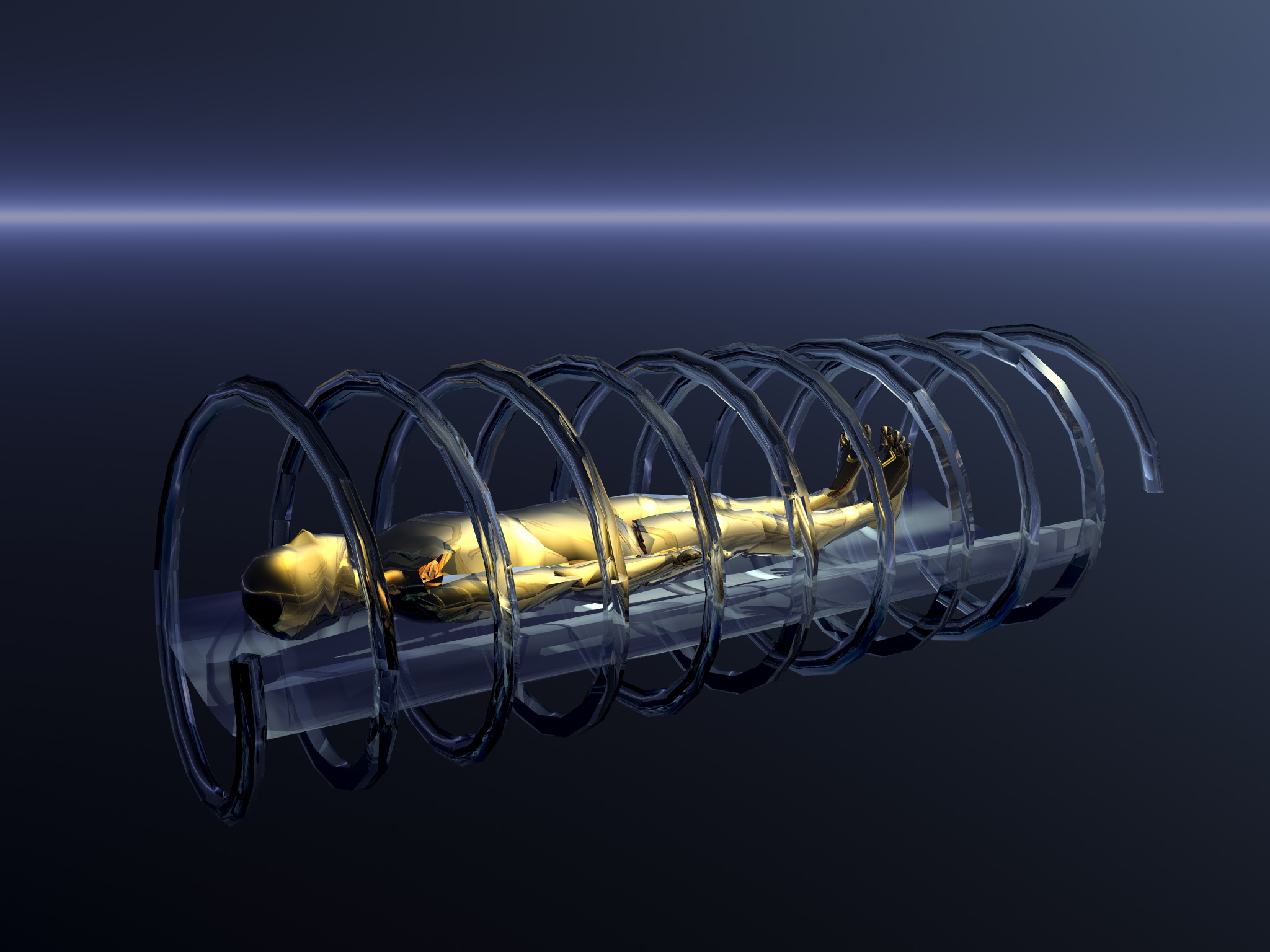
Idea metody

Spiralna tomografia komputerowa (ang. spiral CT, helical CT) – technika wprowadzona na początku lat 90. Jest to badanie polegające na połączeniu ciągłego ruchu obrotowego układu lampa-detektor i przesuwu stołu wzdłuż powierzchni badanej.
Ważną zaletą spiralnej TK jest:
- skrócenie czasu badania (pozwala na uzyskanie obrazu kilkudziesięciu warstw w czasie jednego kilkunastosekundowego skanu),
- zebranie odczytu z całej objętości – łącznie z warstwami narządu, które w tradycyjnej TK znajdowały się między skanami,
- optymalne przekształcenie skanu, dzięki nowemu oprogramowaniu.

Badanie angio-TK może być przeprowadzone natychmiast po badaniu TK, za pomocą każdego spiralnego tomografu komputerowego, mającego odpowiednie oprogramowanie.

## Spiralna TK z zastosowaniem programu angio-TK i opcją 3D
Spiralna TK z zastosowaniem programu angio-TK oraz opcją 3D pozwala na diagnostykę tętniaków śródczaszkowych oraz na obserwacje tętniaków „nie operacyjnych” w projekcji trójwymiarowej, również prawie całkowicie eliminuje możliwość przeoczenia niewielkich zmian np.: obwodowych malformacji naczyniowych.
Dzięki badaniu uzyskuje się trójwymiarowy obraz naczynia (w angiografii cyfrowej dwuwymiarowy) w dowolnym obszarze ciała o rozdzielczości liniowej i kontrastowej zbliżonej do badania angiograficznego, a często nawet przewyższającej. Dzięki czemu możliwa jest ocena zmiany w ścianie naczynia, jak i w jego świetle.
Wielką zaletą spiralnej TK jest:
- uzyskanie tzw. obrazu objętościowego, tzn. nie jednej warstwy, lecz bardzo wielu warstw tworzących bryłę,
- eliminacja błędu pomiaru związanego z międzywarstwowym położeniem zmiany.

Środkiem kontrastowym może być np.: 75% uropolina, która umożliwia dobre odróżnienie struktur naczyniowych od kostnych w rekonstrukcji 3D (ważne m. in w przypadku tętniaków podklinowych).
Szybka aktywizacja danych pozwala na obrazowanie naczyń na stosunkowo dużym obszarze.
Spiralna TK z zastosowaniem programu angio-TK oraz opcją 3D jest dobrze tolerowana przez pacjentów z ostrym krwawieniem podpajęczynówkowym nawet w ciężkich stanach klinicznych. Wykorzystywana jest u chorych, którzy nie tolerują angiografii klasycznej; może być również stosowana zamiast niej.
W opinii części autorów angio-TK może z powodzeniem zastąpić angiografię (przy dokładnym opracowaniu badań z wykorzystaniem różnych metod rekonstrukcji obrazu):
- u niektórych chorych z tętniakami – tzn. w przypadku jednoznacznego obrazu tętniaka o lokalizacji zgodnej z wynikiem badania TK (rozmieszczenie krwi),
- u chorych z ujemnym wynikiem tego badania z krwiakiem w obszarze jąder podstawy widocznym w TK (zwłaszcza przy współistniejącym nadciśnieniu tętniczym).

Jest wówczas wystarczającą podstawą do planowania operacji. Zdaniem innych autorów – nie, i że może być jedynie badaniem uzupełniającym konwencjonalną angiografię.
Stwierdzono, że angio-TK lepiej obrazuje szypułę i jej stosunek do sąsiadujących naczyń niż konwencjonalna angiografia, zwłaszcza przy stosowaniu rekonstrukcji VRT i SSD (wynika to z trójwymiarowej rekonstrukcji obrazu i uzyskania dowolnej liczby projekcji, ponadto w metodzie SSD można określić stosunek tętniaka do struktur kostnych, co może być pomocne w trakcie zabiegu operacyjnego). Natomiast u chorych z malformacją tętniczo-żylną więcej informacji dostarcza konwencjonalna angiografia, ponieważ określa ona dynamikę przepływu krwi przez malformacje.

Przeczytaj ostrzeżenie dotyczące informacji medycznych i pokrewnych zamieszczonych w Wikipedii.